# William Carey (missionario)
William Carey (Paulerspury, 17 agosto 1761 – Serampore, 9 giugno 1834) è stato un missionario, presbitero battista irlandese di umili origini e scarsa cultura, ma con un grande interesse per l'apprendimento delle lingue.
Per sviluppare la sua attività si insediò a Serampore, India.

## Il Fort William College
Il Fort William College fu fondato nel 1800 da Richard Wellesley con lo scopo di istruire gli ufficiali della Compagnia delle Indie alla cultura, alla lingua, alle tradizioni e alla storia dell'India. Vennero assunti degli insegnanti locali per l'insegnamento delle lingue. Carey assunse la posizione di professore di bengalese.

## L'influenza sulla società indiana
La sua attività di propaganda andava di pari passo con lo zelo delle sue pubblicazioni; tradusse in bengalese il Nuovo Testamento nel 1801, e in khari boli la Bibbia. Si dedicò anche alla pubblicazione di una rivista: il New Bengoli, in cui pubblicava brani di carattere moralistico e introduceva parti della Bibbia in lingue diverse.
Arrivò a pubblicare un volume unico in 24 lingue del subcontinente indiano.
Il suo zelo era dovuto ad una passione non solo religiosa, ma anche politica: Carey era un seguace della Rivoluzione francese e del giacobinismo. Questo atteggiamento fu visto con sospetto dall'ambiente del Fort William College, la cui politica cristiano-anglicana era più equilibrata.
Proprio per queste sue tendenze rivoluzionarie Carey fece uso di una propaganda moderna: il giornalismo.
La sua azione di proselitismo ebbe grande successo e fu usata da altri monaci; aprì quindi un centro battista ad Agra, composto da un centro di raccolta, una sala di preghiera e una chiesa e una casa editrice. Questo e gli altri centri sparsi per l'India avevano lo scopo di formare una nuova generazione indiana, critica nei confronti della cultura originale sia dal punto di vista sociale, sia religioso.
La proliferazione di riviste divenne un monopolio dei missionari, finché il governo britannico concesse la liberalizzazione dell'editoria, purché non si toccassero temi politici.

## Cronologia
1761 Nasce a Paulerspury, Northampton, Inghilterra; 17 agosto.

1793 Parte come missionario per l'India, a Calcutta.

1800 Si trasferisce a Serampore.

Diventa professore di sanscrito e bengalese al Fort William College.

1801 Completa il Nuovo Testamento in bengalese. 

1808 Pubblica il Nuovo Testamento in Sanscrito

1809 Completa la traduzione della Bibbia in bengalese.

1811 Pubblica il Nuovo Testamento in Marathi.

1815 Pubblica il Nuovo Testamento in Punjabi.

1818 Pubblica il Vecchio Testamento in Sanscrito.

1820 Pubblica il Vecchio Testamento in Marathi

1821 Apre il College di Serampore.

1825 Completa il dizionario di bengalese e inglese.

1834 Muore a Serampore.